# Cecília Bonville, 7.ª Baronesa Harington
Cecília Bonville, 7.° Baronesa Harington, 2.° Baronesa Bonville (em inglês:  Cecily; Shute, 30 de junho de 1460 – Shacklewell, 12 de maio de 1529) foi uma nobre e herdeira inglesa. Pelo seu primeiro casamento com Tomás Grey, 1.° Marquês de Dorset, filho da rainha Isabel Woodville de seu primeiro casamento, foi marquesa de Dorset, e pelo seu segundo casamento com Henrique Stafford, 1.° Conde de Wiltshire, foi condessa de Wiltshire. Nascida em uma época tumultuosa na História da Inglaterra, Cecília se tornou uma rica herdeira com menos de um ano de idade, após a morte dos homens de sua família em batalha, apoiadores leais da Casa de Iorque, durante a Guerra das Rosas.
O seu segundo casamento virou objeto de uma disputa pública entre a marquesa viúva e o seu filho, Tomás Grey, 2.° Marquês de Dorset, que acreditava que a mãe poderia usar a sua herança para enriquecer o novo marido, dezenove anos mais novo do que ela. A disputa teve de ser resolvida pelo rei, Henrique VII de Inglaterra.
Cecília e Tomás foram os bisavós paternos das irmãs Joana Grey, a rainha dos nove dias, Catarina Grey e Maria Grey, que estavam na linha sucessória ao trono inglês em razão da linhagem da mãe, Francisca Brandon, filha de Maria Tudor, cujo pai era Henrique VII.

## Família
Cecília foi a única filha nascida de Guilherme Bonville, 6.° Barão Harington e de Catarina Neville, irmã mais nova de Ricardo Neville, (jure uxoris) 16.° Conde de Warwick, conhecido como "Criador de Reis", cujo apoio político e lealdade oscilava entre os Iorque e os Lencastre.
Os seus avós paternos eram Guilherme Bonville e Isabel Harington. Os seus avós maternos eram Ricardo Neville, (jure uxoris) 5.° Conde de Salisbury e Alice Montagu, 5.° Condessa de Salisbury.
Ela também era descendente do rei Eduardo III de Inglaterra através de seu filho, João de Gante, além de descender também do rei Henrique III de Inglaterra através de Leonor de Lencastre. Outra ancestral notável foi Joana de Kent, através de seu primeiro casamento com Tomás Holland, 1.º Conde de Kent, uma neta do rei Eduardo I de Inglaterra, cujo terceiro marido era o seu primo, Eduardo, o Príncipe Negro, filho de Eduardo III.
A sua família havia adquirido a Baronia de Haringotn através do casamento de Guilherme Bonville com Isabel Harington, filha e herdeira de Guilherme Harington, 5.° Barão Harington de Aldingham.
Após a morte do pai, sua mãe se casou Guilherme Hastings, 1.° Barão Hastings, com quem teve mais seis filhos, três dos quais sobreviveram e eram meio-irmãos de Cecília: Eduardo, 2.° Barão Hastings, marido de Maria Hungerford, Ricardo e Ana, dama de companhia de Catarina de Aragão, e esposa de Jorge Talbot, 4.° Conde de Shrewsbury. Em 1483, Guilherme, que havia, inicialmente, apoiado o rei Ricardo III, seria executado por ele sob acusação de traição.

## Biografia
Quando ela tinha apenas seis meses de idade, o seu pai e avô paterno foram executados após a Batalha de Wakefield, em 30 de dezembro de 1460. Os Bonville, que lutaram ao lado do exército leal à causa dos Iorque, após a vitória do exército leal aos Lencastre, que lutavam em nome da rainha Margarida de Anjou, consorte de Henrique VI, foram rapidamente executados por decapitação ainda no campo de batalha. O avô materno da menina, Ricardo Neville, 5.º Conde de Salisbury também foi executado após a batalha, a qual havia sido comandada do lado dos Lencastre por Henrique Beaufort, 2.º Duque de Somerset, enquanto que Ricardo, 3.º Duque de Iorque (pai de Eduardo IV e Ricardo III, liderou o lado dos Iorque, e também morreu lutando. Já a rainha, Margarida de Anjou, estava na Escócia na época, angariando apoio para a sua causa, e por isso, não esteve presente no conflito.
Menos de dois meses depois, os Iorque sofreram outra grande derrota na Segunda Batalha de St Albans, em 17 de fevereiro de 1761. A rainha Margarida, comandante do exército, num ato de vingança, ordenou pessoalmente a execução do bisavó de Cecília, Guilherme Bonville, 1.° Barão Bonville, no dia seguinte. Essa série de execuções transformou a nobre na herdeira mais rica da Inglaterra. A sua herança incluía várias propriedades em West Country, no sudoeste do país, além de mansões nos condados de Lancashire, Lincolnshire, Yorkshire e Cumberland, e propriedades em Devon e Somerset. Ela sucedeu o pai e o bisavó, na condição suo jure, como a 7.° Baronesa Harington de Aldingham em 30 de dezembro de 1460, e como a 2.° Baronesa Bonville, em 18 de fevereiro de 1461.
Um pouco antes de 6 de fevereiro de 1642, sua mãe, Catarina, se casou novamente com Guilherme Hastings, 1.° Barão Hastings, um dos homens mais poderosos da Inglaterra, que servia como Lord Chamberlain do rei Eduardo da Casa de Iorque, primo distante de Cecília. Além de seu dote, Catarina também trouxe consigo a tutela da filha para o novo marido.

### Primeiro casamento

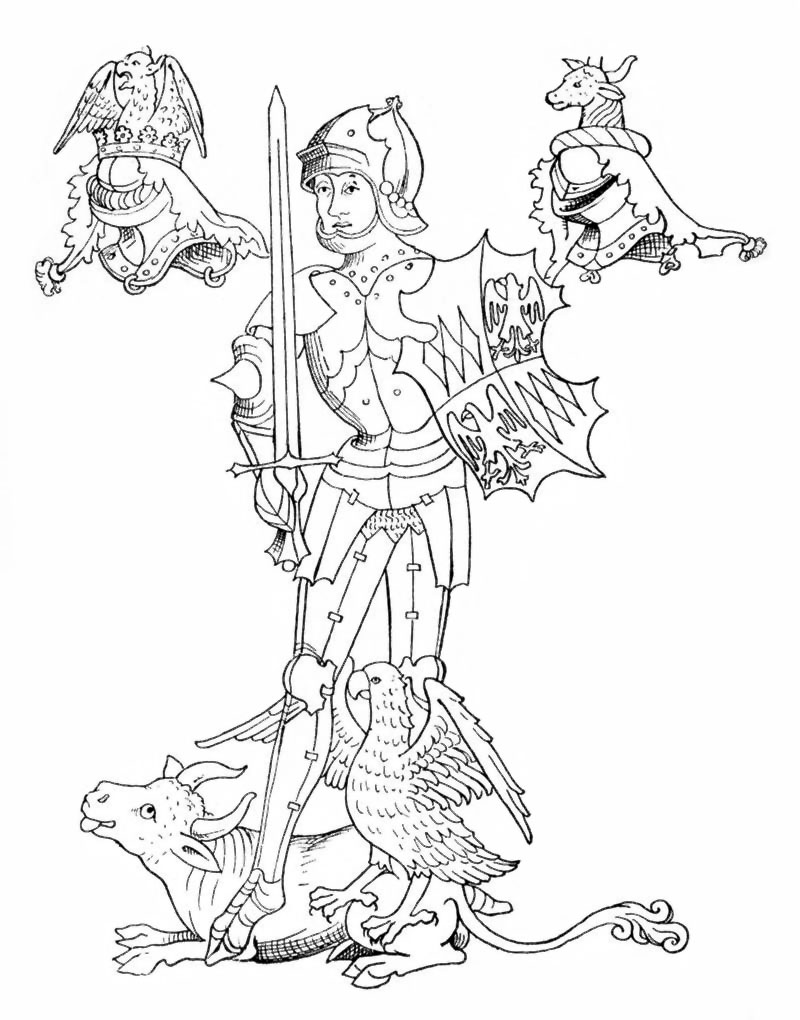
O conde de Warwick, tio da baronesa Harington.

Cecília foi considerada como uma possível noiva para Guilherme Herbert, filho mais velho e herdeiro do conde de Pembroke, que abordou o conde de Warwick, o influente tio da jovem, com a proposta, em 1468. No entanto, Ricardo Neville recusou a oferta, pois acreditava que o filho do conde não possuía um nascimento nobre o suficiente, e nem prestígio, para se casar com a sobrinha. Cerca de seis anos depois, outro noivo foi encontrado para a baronesa, mas o conde de Warwick não teve nada a ver com a união proposta, pois ele havia sido morto na Batalha de Barnet, em 1471, pelas forças de Eduardo IV, após ter passado a apoiar os Lencastre.
Cecília se casou com Tomás Grey, então conde de Huntingdon, que tinha cerca de 19 anos, em 18 de julho de 1474, apenas duas semanas e meia depois da jovem completar 14 anos de idade. Ele era o filho mais velho de Isabel Woodville, então consorte do rei Eduardo IV, pelo seu primeiro casamento com Sir João Grey de Groby, que havia lutado do lado dos Lencastre, e também foi morto em 1761, na Segunda Batalha de St Albans. Ele tinha sido casado anteriormente com Ana Holland, filha e herdeira de Henrique Holland, 3.º Duque de Exeter e de Ana de Iorque, Duquesa de Exeter, irmã de Eduardo IV. Porém, ela morreu, e não deixou filhos. Cecília e Tomás eram primos, sendo ambos descendentes de Reginaldo Grey, 3.° Barão Grey de Ruthin, que foi casado duas vezes, primeiro com Margarida de Ros, sendo portanto pai da bisavó de Cecília, Margarida Grey, e através do se segundo casamento com Joana de Astley, foi pai de Sir Eduardo Grey, avô de Tomás.

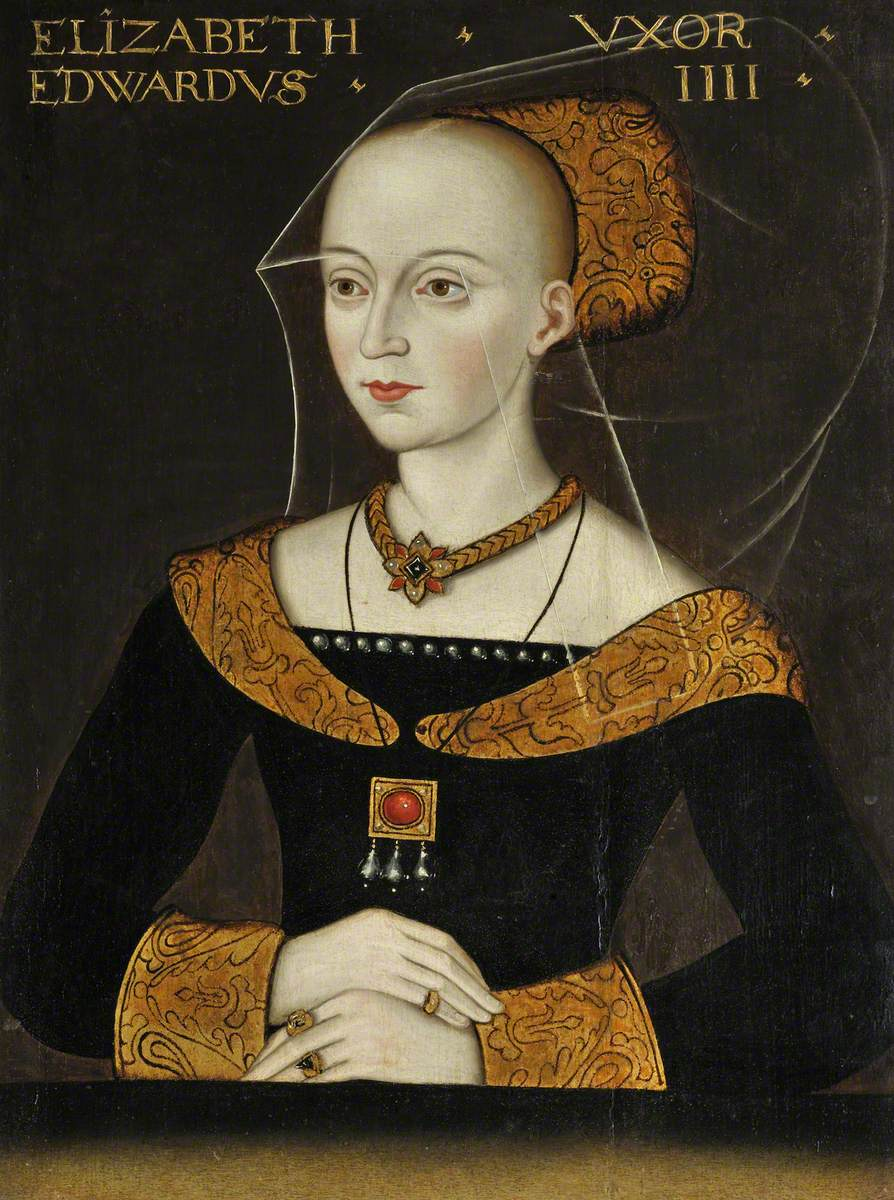
Isabel Woodville, mãe do marquês de Dorset, que arranjou o casamento entre Cecília e Tomás.

O casamento entre os dois foi proposto e arranjado pela mãe do noivo, a rainha Isabel, que, com a ajuda do marido, o rei Eduardo IV, persuadiu o padrasto e guardião legal da baronesa, o barão Hastings, a concordar com o casamento, apesar dele não gostar de Tomás, e da esposa, a mãe de Cecília, se opor à união. Naquele mesmo ano, a rainha tinha comprado a guarda de Cecília do barão Hastings para facilitar a realização do casamento. O acordo nupcial estipulava que, caso Tomás morresse antes da consumação do casamento, Cecília se casaria com o seu irmão mais novo, Sir Ricardo Grey. O acordo foi confirmado por um Ato do Parlamento. O casamento tinha custado à rainha a soma de £2.500. Ela, então, reteve a herança da nora até que ela completesse 16 anos de idade. Em 1745, Tomás desistiu do título de conde de Huntingdon, quando foi criado marquês de Dorset. Devido ao fato de que mulheres não podiam participar do Parlamento, o seu marido a representava como o barão de Harington e Bonville.
Tomás e Cecília tiveram quatorze filhos, onze dos quais chegaram à idade adulta. Ao todo, foram sete meninos e sete meninas.

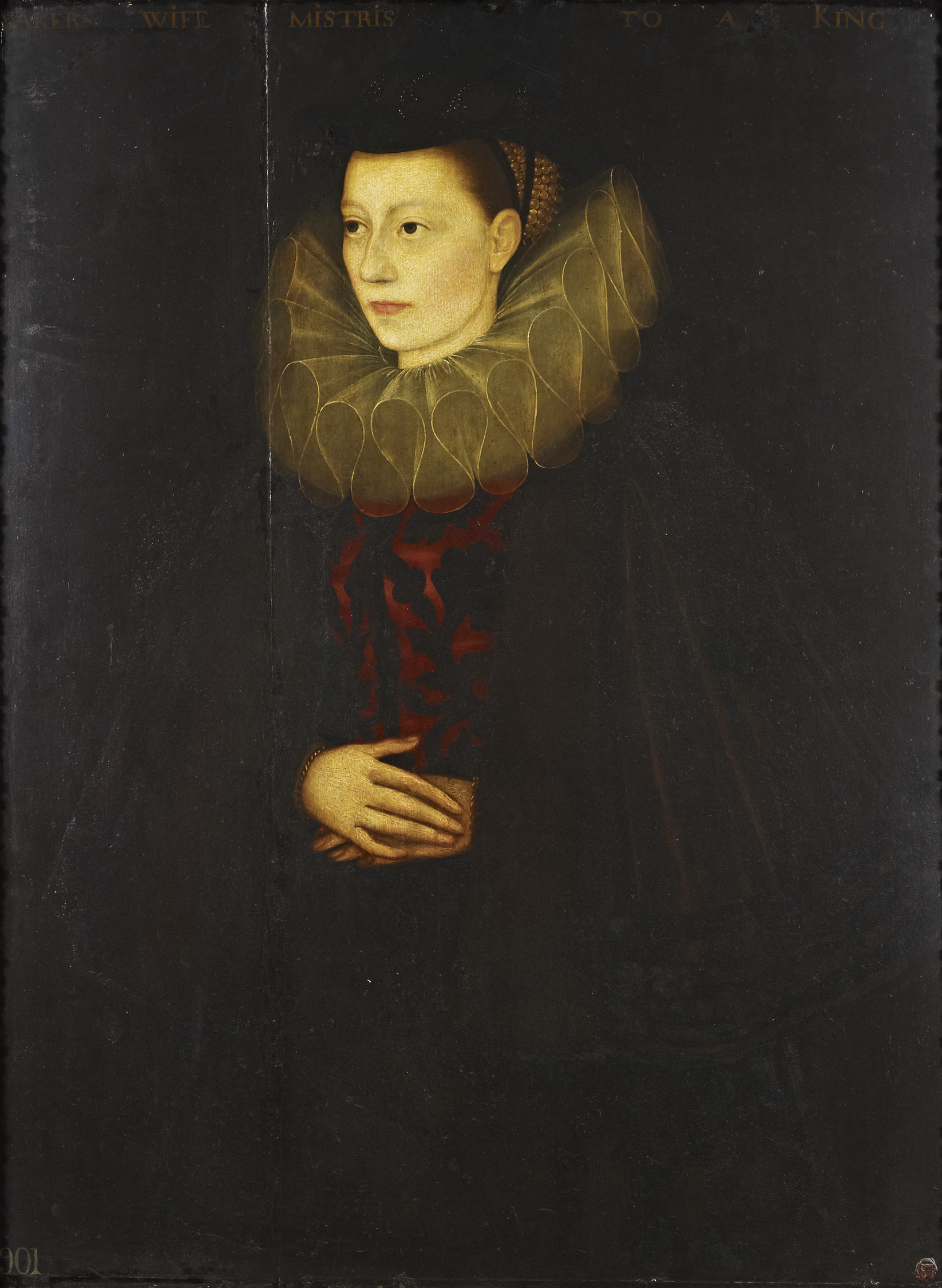
Jane Shore, amante do marquês de Dorset, de Eduardo IV, e por fim, do barão Hastings, madrasto de Cecília, que o convenceu a deixar de apoiar o Lorde Protetor.

O marido da baronesa, um mulherengo notório, era amante de Jane Shore, que também era amante do padrasto do marquês de Dorset, o rei Eduardo IV. Quando o rei faleceu em 1483, Jane se tornou a amante do padrasto de Cecília, o barão Hastings. Essa situação apenas serviu para aprofundar a animosidade entre Tomás e Guilherme. Junto com a mãe, Tomás tentou tomar o poder imediatamente após a morte do rei, pois o novo rei, Eduardo V, meio-irmão do marquês, ainda era menor de idade. Tomás roubou uma parte do tesouro real da Torre de Londres, e o dividiu entre a rainha viúva e o seu tio, Eduardo Woodville, Senhor Scales, que usou sua parte para equipar uma frota de navios sob a instigação de Tomás, com a desculpa que a frota seria usada com o propósito de patrulhar o litoral inglês contras piratas franceses, mas, na verdade, era uma frota da família Woodville para ser usada contra os seus inimigos dentro da Inglaterra. Jane Shore teve um papel crucial na deserção do barão Hastings do lado do irmão de Eduardo IV, Ricardo, Duque de Gloucester (o futuro rei Ricardo III), que tinha se tornado Lorde Protetor do reino graças ao testamento do irmão. Ricardo, então, reuniu amigos, a pequena nobreza local e servos, rumou em direção ao sul numa cavalgada armada que partiu do Castelo de Middleham, em Yorkshire, para tomar em custódia protetiva e separar da família materna o novo rei, Eduardo V. Jane convenceu o madrasto de Cecília a se juntar aos Woodville numa conspiração cujo objetivo era remover Ricardo como Lorde Protetor. Ao ficar sabendo da traição de Guilherme Hastings, o duque de Gloucester ordenou a sua execução imediata em 13 de junho de 1483, na Torre de Londres. Contudo, os títulos e propriedades do barão não foram confiscados, e Catarina Neville, a mãe da baronesa Harrington, foi colocada sob a proteção do duque de Gloucester.

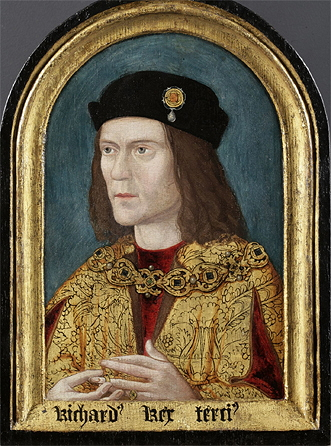
Ricardo III, responsável por tomar o poder do sobrinho, Eduardo V e da família Woodville, e considerado um suspeito pelo desaparecimento do rei e de seu irmão, Ricardo de Shrewsbury, Duque de Iorque.

Quanto ao tio de Tomás, Antônio Woodville, 2.° Conde Rivers e o seu irmão mais novo, Ricardo Grey, foram ambos executados em 25 de junho de 1483 sob as ordens do agora rei Ricardo III, que tinha reivindicado a coroa inglesa para si, com apoio do Parlamento, através do Titulus Regius, em 1484, que declarava a ilegitimidade de Eduardo V e de seus irmãos. Embora Tomás e Cecília tenham comparecido à coroação, mais tarde naquele ano, o marquês de Dorset se juntou à rebelião de Henrique Stafford, 2.° Duque de Buckhingam, marido da tia de Tomás, Catarina Woodville, que era um dos suspeitos pelo desaparecimento dos Príncipes na Torre (o próprio filho dos dois, Eduardo Stafford, 3.º Duque de Buckingham viria a ser executado em 1521 por traição, sob as ordens do rei Henrique VIII da Casa de Tudor). Quando a revolta acabou em fracasso, e o duque de Buckhingam foi executado, Tomás deixou a esposa na Inglaterra, e fugiu para a Bretanha, na França. Foi lá que se tornou um apoiador de Henrique Tudor, que se tornaria o novo rei, como Henrique VII, após a Batalha de Bosworth, em 22 de agosto de 1485. Durante o período em que Tomás permanecia no continente europeu à serviço de Henrique, Ricardo III se certificou de que Cecília e outros esposas de rebeldes não seriam molestadas, e nem seus direitos de propriedades pessoais seriam violados. O rei Ricardo foi morto por Henrique Tudor, na Batalha de Bosworth. Tomás, contudo, não teve participação na invasão da Inglaterra por Henrique, ou na batalha subsequente, pois foi confinado em Paris como garantia de que o novo rei pagaria um empréstimo que os franceses tinham lhe feito. Em 1484, Tomás tinha virado a casaca para o lado de Ricardo, após descobrir que a sua mãe, Isabel, tinha se entendido com ele. Ele estava a caminho de casa para se reconciliar com o rei, quando foi interceptado em Compiègne pelos emissários de Henrique, e forçado a permanecer na França.
Apesar do histórico da família de Cecília que apoiou os Iorque no passado, e a deserção do marido de volta para o rei Ricardo III, Cecília e Tomás foram convidados a comparecer à coroação do novo rei, Henrique VII. No mês seguinte, o monarca devolveu as terras e títulos que foram removidos de Tomás, em janeiro de 1484, por Ricardo III, devido à participação dele na rebelião fracassada do duque de Buckingham.
O marquês e a marquesa de Dorset compareceram ao casamento de Henrique com Isabel de Iorque, meia-irmã mais velha de Tomás, em janeiro de 1486. O casal também esteve presente na coroação de Isabel em novembro de 1487, na Abadia de Westminster. No batismo de Artur, Príncipe de Gales no ano seguinte, Cecília recebeu a honra de carregar a cauda do vestido de batismo do bebê, na Catedral de Winchester, enquanto que a sogra da baronesa agiu como a madrinha do neto.
Após a morte de Tomás Grey, em 20 de setembro de 1501, o filho mais velho dos dois, também chamado Tomás, herdou o título do pai e se tornou o 2.º Marquês de Dorset, no entanto, a mãe dele ficou com a maior parte das terras e propriedades. Cecília também foi nomeada uma das executoras do testamento de sua mãe, Catarina Neville, que foi escrito pouco antes de sua morte, em 1504.

### Segundo casamento e Disputa com o filho
Em 22 de novembro de 1503, aos 43 anos, Cecília se casou com Henrique Stafford, 1.º Conde de Wiltshire, que tinha por volta de 24 anos. Ele era filho do duque de Buckhingam, o mesmo que havia se aliado ao primeiro marido de Cecília e que acabou executado por sua rebelião, e de Catarina Woodville, a tia de Tomás Grey. Os dois não tiveram filhos.

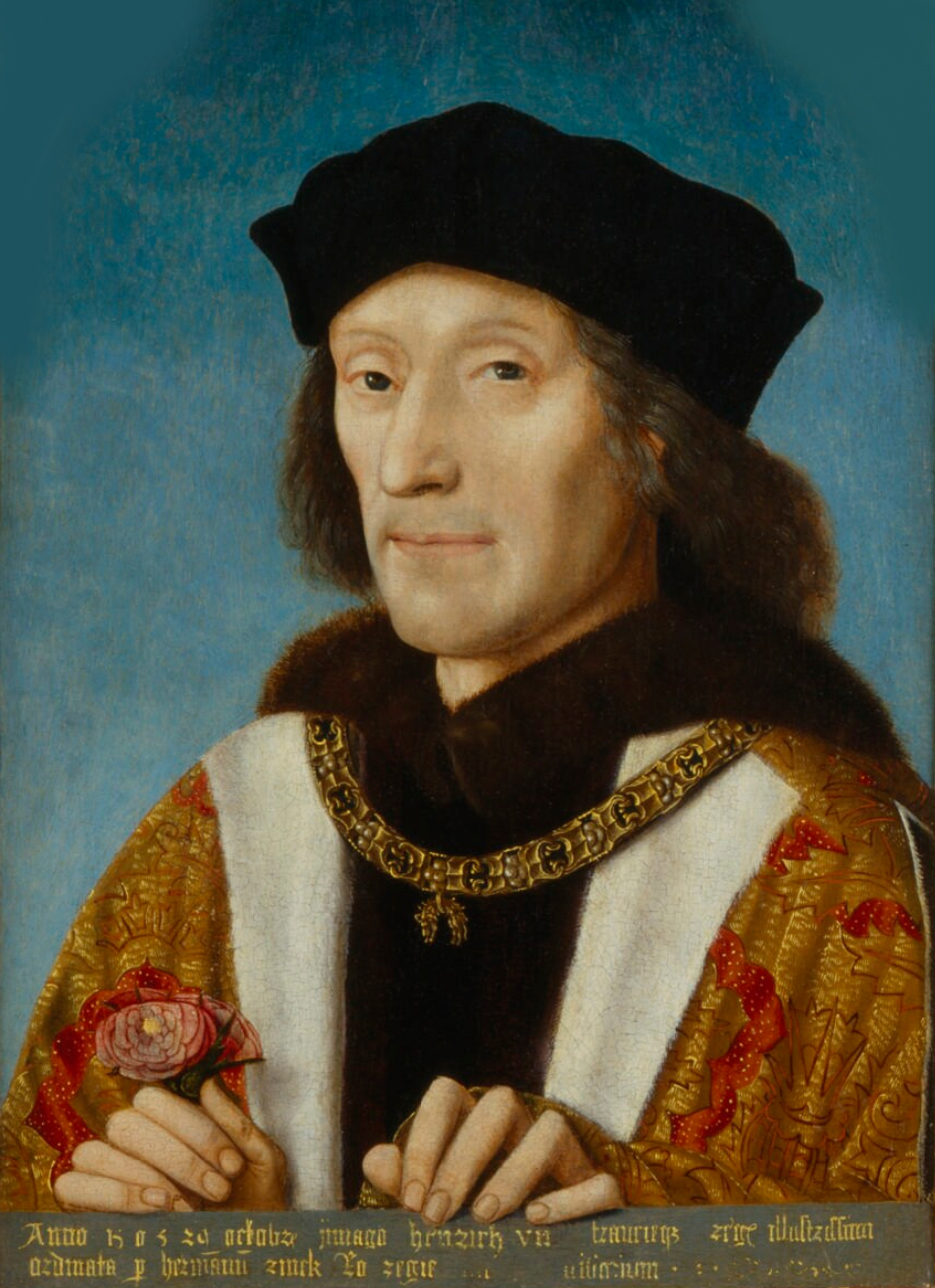
Henrique VII, que teve de intervir na disputa entre mãe e filho.

Como o casamento precisava de uma dispensa papal e da autorização do rei, o conde de Wiltshire, 19 anos mais novo do que a noiva, pagou ao rei Henrique VII a quantia de £2.000, para obter a sua permissão para se casar com a marquesa viúva. Por sua vez, o filho de Cecília, Tomás, era veementemente contra a união, pois, alegadamente, temia que a mãe usasse a herança dela para "financiar o seu novo marido às custas dele". Seu medo não era completamente infundado, pois a baronesa deu à Henrique Stafford um patrimônio vitalício em propriedades que valiam £1.000 por ano, e inclusive, prometeu que lhe deixaria o restante de sua herança, caso Tomás morresse antes dela. Isso levou o novo marquês de Dorset a contestar o direito de Cecília como executora única do testamento do pai, o que resultou numa disputa amarga, a qual exigiu a intervenção do rei e de seu conselho, para que a situação não piorasse. O acordo que Henrique VII decretou permitia que Cecília administrasse a fortuna de seu falecido marido até que ela tivesse pago todos as suas dívidas, porém, impedia que reivindicasse o seu dote, até que ela tivesse transferido o resto da herança do filho para ele. A decisão arbitrária de Henrique também restringia severamente o controle que Cecília detinha sobre a própria herança, pois, exigia que ela legasse tudo ao filho mais velho quando morresse; até então, Cecília podia conceder terras equivalentes à até 1.000 moedas, ao ano, por uma certa quantidade de anos. A historiadora Barbara Jean Harris argumenta que o decreto opressivo limitou significativamente os direitos pessoais de Cecília como uma herdeira, em favor dos direitos do filho mais velho, seguindo a tradição da primogenitura.
Quase duas décadas mais tarde, mãe e filho tiveram outra briga, desta vez, em relação aos deveres do marquês e da baronesa para com os sete irmãos sobreviventes de Tomás. O Cardeal Tomás Wolsey arbitrou em nome de Henrique VIII, e ordenou que os dois contribuíssem com os dotes das quatro irmãs do marquês de Dorset: Doroteia, Maria, Isabel e Cecília. A baronesa também foi forçada a criar anuidades individuais retiradas de seus próprios recursos para os seus três filhos mais novos.Em 1527, ela deu à filha Isabel um dote adicional de £1.000, ainda que o casamento dela com Geraldo FitzGerald, 9.º Conde de Kildare tenha ido contra os desejos de Cecília e de seu primeiro marido. Ela explicou o porquê do presente, apesar de suas apreensões anteriores: "Pois o casamento é honrado, e eu e todos os amigos dela temos motivos para estarmos felizes."
Em 6 de abril de 1523, a baronesa ficou viúva novamente. Contudo, o seu segundo marido lhe deixou muitas dívidas, as quais ela era legalmente obrigada a pagar.
Cecília terminou o seu último testamento em 6 de março de 1528, no qual assinou o seu nome como "Cecília, Marquesa de Dorset, Senhora Harington e Bonville, esposa falecida de Tomás, Marquês de Dorset."

### Morte e Legado
Durante sua vida, Cecília expandiu Shute Manor, onde nasceu, de uma casa de campo medieval numa residência ao estilo Tudor grandiosa. Os últimos anos de sua vida foram passados no Castelo Astley, em Warwickshire, a sede da família Grey.

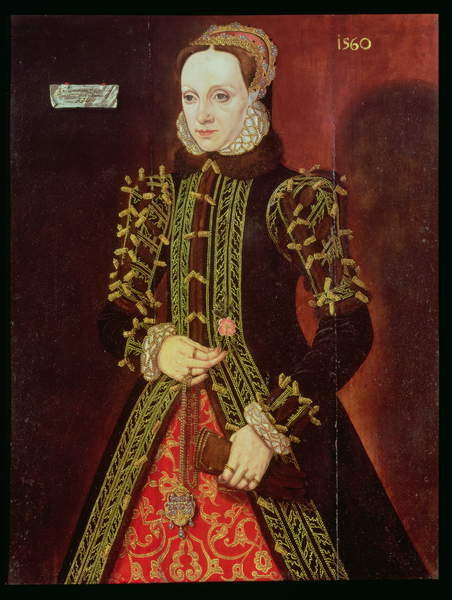
Isabel FitzGerald, Condessa de Lincoln, neta de Cecília e Tomás.

Cecília morreu de um surto da doença do suor, em 12 de maio de 1529, em Shacklewell, no bairro londrino de Hackney. Ela foi enterrada na Igreja Colegiada da Virgem Maria, em Astley, onde sua efígie (que foi danificada), pode ser vista ao lado das efígies de seu primo distante, Eduardo Grey, 1.º Visconde Lisle, e de sua esposa, Isabel Talbot. A estátua da baronesa Harington se encontra na esquerda, usando uma grinalda, saia, e manto, cujos cantos possuem dois pequenos cães. Em seu testamento, Cecília expressou o desejo de ser sepultada ao lado do primeiro marido, e havia feito as provisões necessárias para a construção de uma "tumba vistosa". Ela também pediu que fossem realizada mil missas pela sua alma "na pressa mais conveniente que seja necessária."

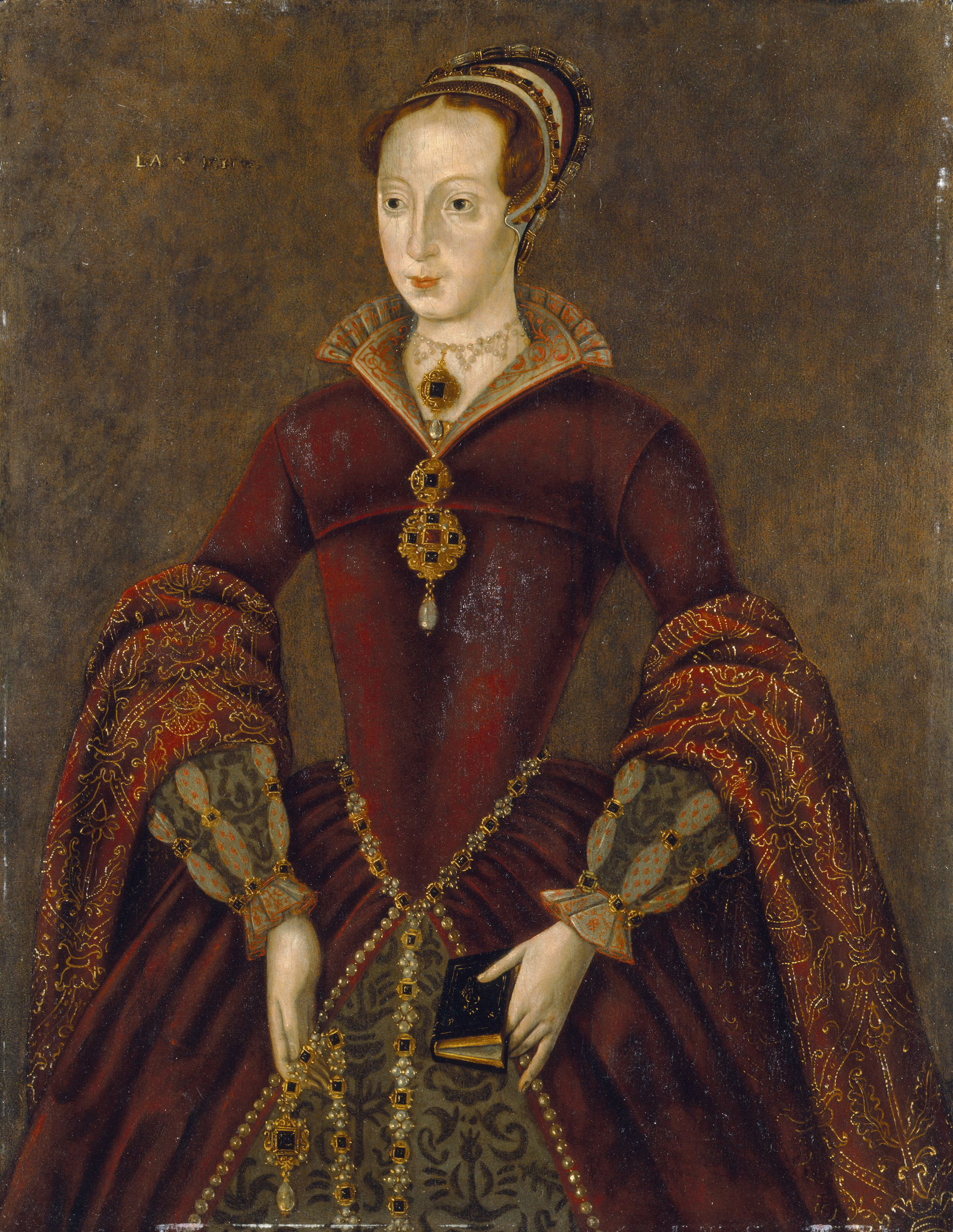
Joana Grey, a rainha dos nove dias, bisneta de Cecília e Tomás.

Cecília teve vários descendentes proeminentes: Joana Grey, nomeada sucessora do primo Eduardo VI, mas deposta logo em seguida; Catarina Grey, cujo segundo casamento secreto com Eduardo Seymour, 1º Conde de Hertford, desagradou a rainha Isabel I de Inglaterra, que a manteve aprisionada pelo resto de seus dias; Isabel FitzGerald, Condessa de Lincoln, dama de companhia e amiga próxima da rainha Isabel I; Roberto Devereux, 2.º Conde de Essex, que apesar de ter sido um favorito da rainha Isabel I, foi executado sob suas ordens após o fracasso de sua campanha militar na Irlanda, em razão da Rebelião de Essex; Isabel Vernon, Condessa de Southampton, dama de companhia de Isabel I, e Frances Howard, Condessa de Somerset, que foi a assassina confessa de Sir Thomas Overbury, um poeta inglês, e amigo de seu segundo marido.
A residência de Stock Denny Manor (Ilchester), em Somerset, uma das propriedades de Cecília em West Country, foi cultivada por £22 de 1527 a 28, e novamente, dez anos após a sua morte, em 1539 a 40.
Em fevereiro de 1547, sua filha, Cecília, esposa de João Sutton, 3.º Barão Sutton, escreveu uma carta para Thomas Cromwell, reclamando da pobreza na qual ela e o marido eram forçados a viver. Também há uma carta existente endereçada à Thomas escrita pela marquesa de Dorset.

## O Altar Dorset

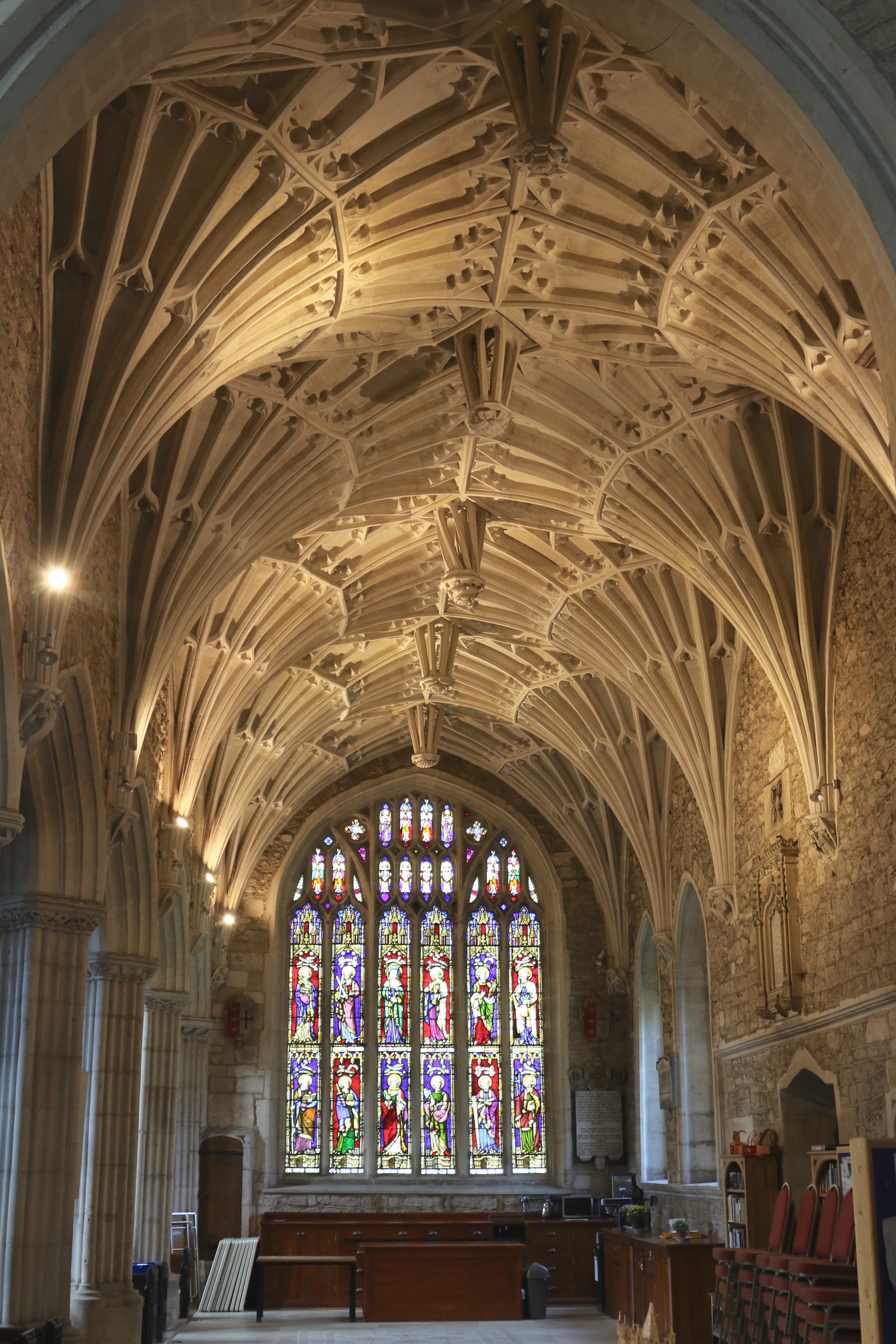
Teto em formato de abóboda em leque no altar norte da Igreja de Ottery St Mary construído pela marquesa de Dorset.

Na década de 1490, a baronesa adicionou uma magnifíca abóboda em leque no altar norte, que ela desenhou pessoalmente, à Igreja de Ottery St Mary, na cidade de Devon. Uma das muitas propriedades que ela herdara do pai era a mansão vizinha de Knightstone, que fazia parte da paróquia. Assim, o altar norte ganhou o nome de Altar Dorset. Cecília foi inspirada na construção da Capela de São Jorge, do Castelo de Windsor, em cuja inauguração ela esteve presente, em 1476, para criar o teto em abóboda na igreja em Devon. O seu brasão, uma imagem da Santa Cecília de Roma, além de entalhes e distintivos heráldicos esculpidos estão expostos ao longo do altar, representando a linhagem da baronesa, assim como as dos seus maridos. Ela também contribuiu com outras igrejas que estavam localizadas em suas propriedades vastas em West Country, contudo, nenhuma outra adição foi executada tão esplendidamente, e com tanta atenção meticulosa aos detalhes como o Altar Dorset.

## Na cultura popular
Cecília é protagonista do romance histórico fictício The Summer Queen, de autoria de Alice Walworth Graham, publicado em 1973.

## Descendência
- Tomás Grey, 2.° Marquês de Dorset (22 de juho de 1477 – 10 de outubro de 1530), sucessor do pai. Foi primeiro casado com Leonor St John, mas não teve filhos. Pelo segundo casamento com Margarida Wotton, teve oito filhos, entre eles Henrique Grey, 1.º Duque de Suffolk, pai de Joana, Catarina e Maria Grey;
- Leonardo Grey, 1.º Visconde Grane (1479/1492 – 28 de julho de 1541), foi executado por traição sob as ordens de Henrique VII. Pode ter sido casado com Isabel Arundel, viúva de Sir Giles Daubeney;
- Doroteia Ana Grey (1480 – 1552), foi primeiro casada com Roberto Willoughby, 2.º Barão Willoughby de Broke, com quem teve seis filhos. Seu segundo marido foi Guilherme Blount, 4.º Barão Mountjoy, com quem teve três filhos;
- Maria Grey (1491 – 22 de fevereiro de 1538), foi esposa de Valter Devereux, 1.º  Visconde Hereford, com quem teve três filhos, incluindo Richard Devereux, pai de Valter Devereux, 1.º Conde de Essex, por sua vez pai de Roberto Devereux, 2.º Conde de Essex, através de seu casamento com Lettice Knollys, prima de Isabel I, por ser neta de Maria Bolena, irmã de Ana Bolena, mãe da rainha;
- Isabel (c. 1497 – após 1548), foi dama de companhia de Maria Tudor, Rainha de França, e de sua sucessora, Cláudia de França. Foi casada com Geraldo FitzGerald, 9.º Conde de Kildare, com quem teve filhos, incluindo Isabel FitzGerald, Condessa de Lincoln, a "Bela Geraldine", dama de companhia e amiga de Isabel I, e Geraldo FitzGerald, 11.º Conde de Kildare;
- Cecília (c. 1497 - 1554), esposa de João Sutton, 3.º Barão Dudley, com quem teve nove filhos;
- Eduardo, marido de Ana Jerningham;
- Leonor (m. antes de dezembro de 1503), esposa de Sir João Arundell, com quem teve quatro filhos
- Margarida, esposa de Ricardo Wake;
- Antônio, morreu jovem;
- Brígida, morreu jovem;
- Jorge, fazia parte do clero;
- Ricardo, marido de Florence Pudney;
- João, morreu jovem.